# Ernst Kurth (Musikwissenschaftler)

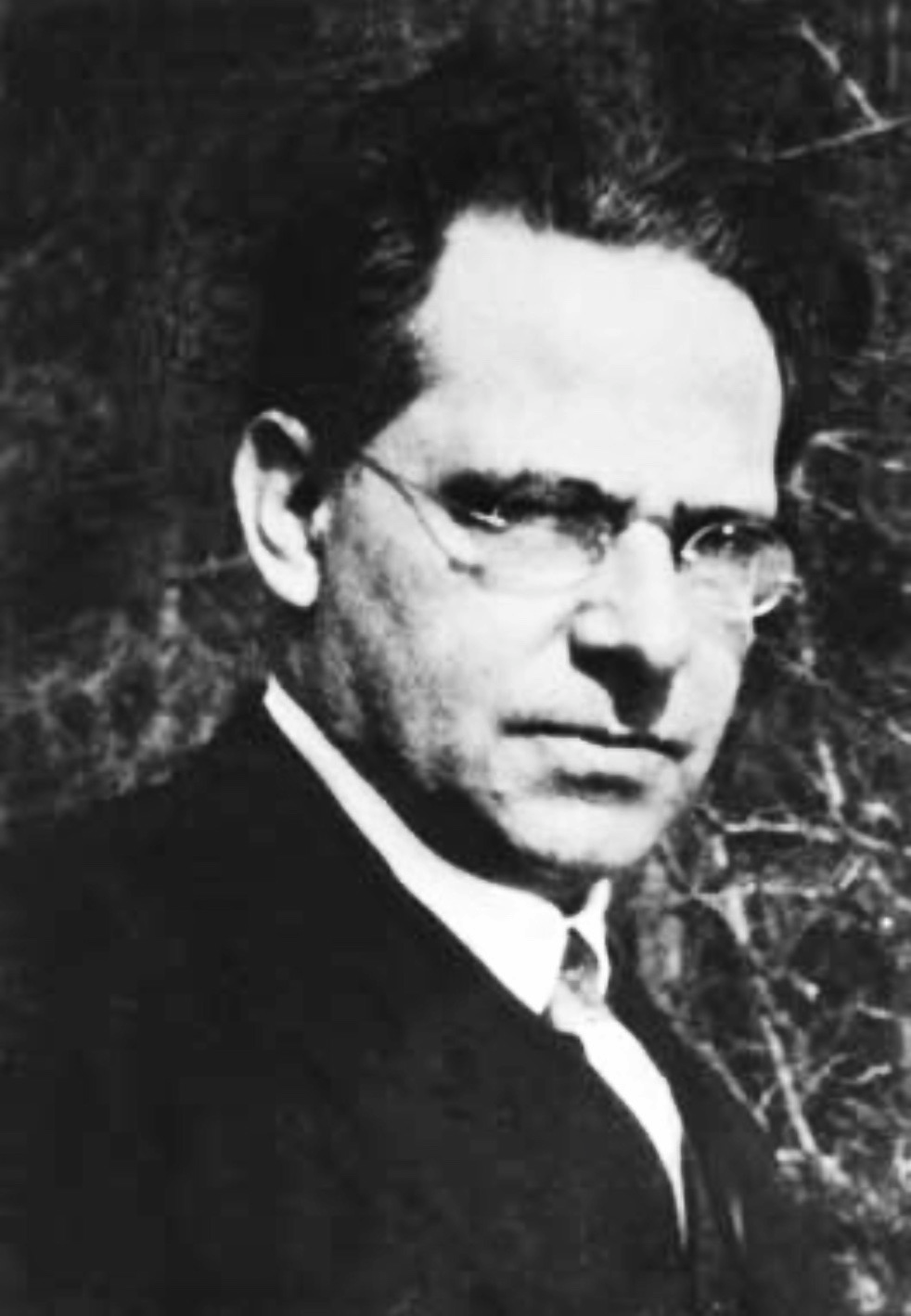
Ernst Kurth

Ernst Kurth (* 1. Juni 1886 in Wien; † 2. August 1946 in Bern) war ein Schweizer Musiktheoretiker und Musikpsychologe österreichischer Herkunft.

## Werdegang
Kurth studierte Musikwissenschaft bei Guido Adler in Wien und erlangte 1908 den Doktorgrad mit einer Dissertation über die frühen Opern Glucks. Nach kurzer Tätigkeit als Dirigent und als Lehrer in der freien Schulgemeinde Wickersdorf habilitierte er sich 1912 in Bern mit den Voraussetzungen der theoretischen Harmonik. Er war ab 1920 Privatdozent und hatte von 1927 bis zu seinem Tod den Lehrstuhl im neu gegründeten musikwissenschaftlichen Seminar inne. Er gehörte zwischen 1925 und 1934 zu den Vertrauensleuten und Förderern der reformpädagogischen Schule am Meer auf der Nordseeinsel Juist, die u. a. durch Eduard Zuckmayer und Kurt Sydow eine stark musische Ausrichtung hatte.

## Leistungen
Kurths Werk, von der Philosophie Schopenhauers und zeitgenössischen Strömungen der Psychologie beeinflusst, beschäftigt sich mit dem Verhältnis von musikalischen Phänomenen zu Vorgängen in der Psyche. In den Grundlagen des linearen Kontrapunkts (1917) erklärt er die Satztechnik J. S. Bachs als ein Produkt von energetisch gedachten Wellenbewegungen einzelner Linien. Kurth entwickelt hier das der Physik entlehnte Begriffspaar von potentieller und kinetischer Energie (erstere im Auflösungsbedürfnis von Akkorden, letztere in der Gestalt der melodischen Linie).
Die Romantische Harmonik und ihre Krise in Wagners „Tristan“ (1920) betrachtet die Harmonik des 19. Jahrhunderts und ihre Geschichte unter einem philosophisch-psychologischen Blickwinkel. Die Ursache von Akkorden und ihren Verbindungen liegt für Kurth nicht in physikalischen Phänomenen, sondern in unbewussten psychischen Spannungszuständen. „Das Wesen der Harmonik“ sei „das Überfließen von Kraft in Erscheinung“ und Akkorde „Reflexe aus dem Unbewußten“. Im Zentrum der Arbeit steht Richard Wagners Tristan und Isolde als Höhe- und Wendepunkt in der Geschichte der Harmonik. Der Tristanakkord und seine Behandlung reflektieren als akustische Erscheinungen „das unerfüllte, leidvolle Liebessehnen, das aus zartester Regung zu stürmischer Gewalt anschwillt, und unerfüllbar wieder in sich selbst zu endlosem Sehnen zurücksinkt.“ (Wagners Erläuterung zum Tristan-Vorspiel).
Bruckner (1925) verbindet eine gründliche Künstlerbiographie mit einem neuen Ansatz zur Formenlehre, in dem das Entstehen der Form, die „Formung“ ins Blickfeld rückt und die Vorstellung von Form als einer vorgegebenen Schablone verdrängt.
Die von Musiktheoretikern und -psychologen gleichermaßen wenig beachtete Musikpsychologie (1931) versteht sich als Gegenentwurf zu Stumpfs Tonpsychologie, indem sie Kurths Konzept der unbewussten psychischen Energie und ihr Verhältnis zu musikalischen Phänomenen systematisch zusammenfasst.

## Hauptschriften
- Der Stil der opera seria von Gluck bis zum Orfeo. Diss., Universität Wien, 1908.
- Die Voraussetzungen der theoretischen Harmonik und der tonalen Darstellungssysteme. Habil.schrift, Universität Bern, 1912; Bern 1913.
- Grundlagen des linearen Kontrapunkts: Einführung in Stil und Technik von Bachs melodischer Polyphonie. Bern 1917. (archive.org, archive.org)
- Romantische Harmonik und ihre Krise in Wagners „Tristan“. Bern 1920. (archive.org)
- Bruckner. Berlin 1925.
- Musikpsychologie. Berlin 1931.